# Ołeksandr Szymko

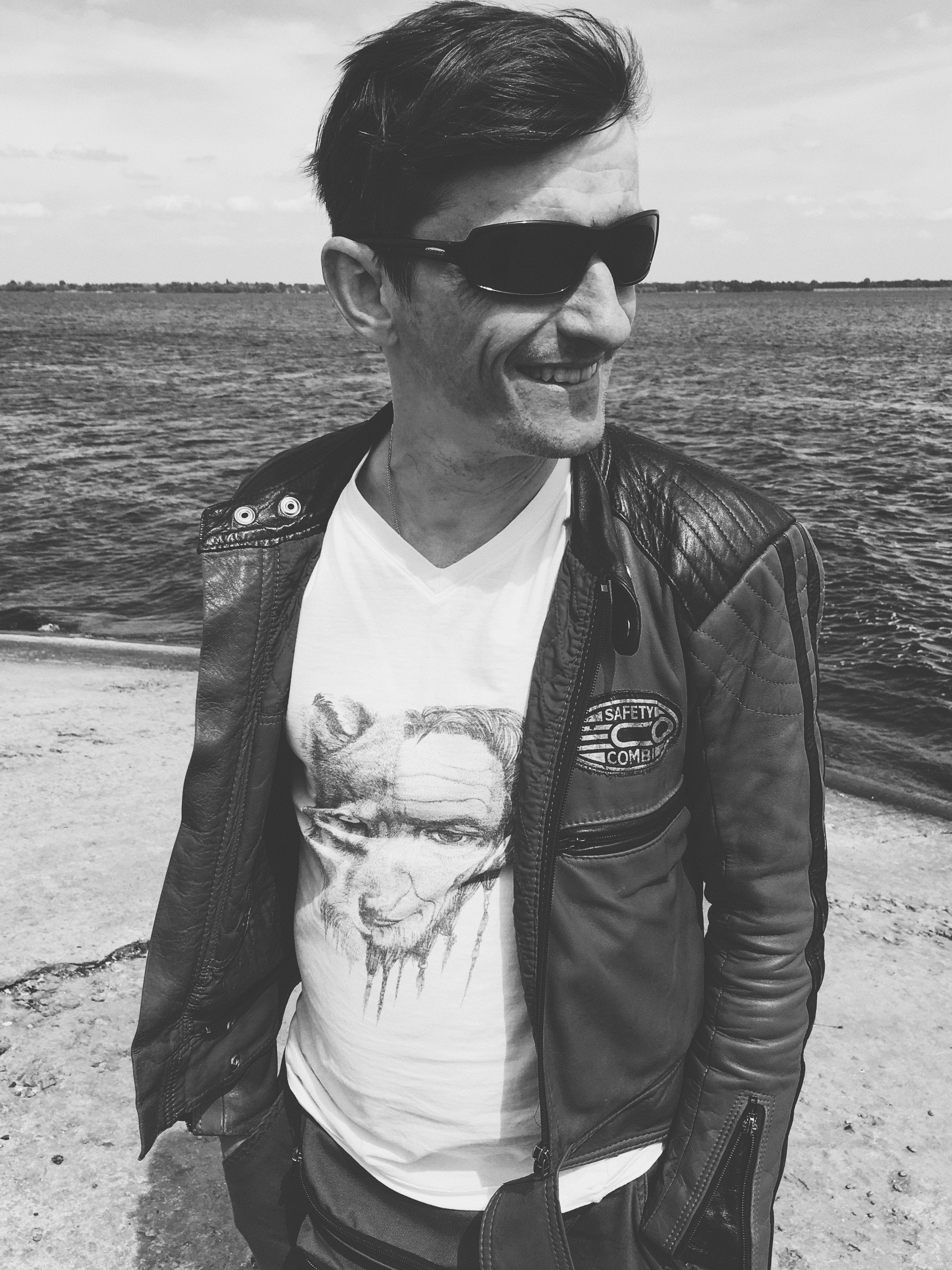

Ołeksandr Arturowycz Szymko (ukr. Олександр Артурович Шимко, ur. 4 sierpnia 1977 r. w Borszczowie) – ukraiński kompozytor i pianista.
W 1997 r. ukończył średnią szkołę muzyczną w Czerniowcach im. S. Worobkewycza jako pianista. W 2002 r. ukończył Narodową Akademię Muzyczną Ukrainy im. P.I. Czajkowskiego w Kijowie jako kompozytor uzyskując stopień magistra. W 2002–2005 asystent w Katedrze Kompozycji tejże Akademii. Od 2003 r. jest członkiem Narodowego Związku Kompozytorów Ukrainy. Od 2004 jest prezesem Koła Młodych ZKU. W 2004 r. za wkład w dorobek kultury uzyskał nagrodę mera Kijówa. W 2005 odbywał staż (stypendium w ramach programu Ministerstwa Kultury w Polsce – „Gaude Polonia”) w Akademii Muzycznej im. Karola Szymanowskiego w Katowicach, w klasie kompozycji prof. Aleksandra Lasonia. W 2006 r. uzyskał stypendium fundacji „Ernst von Siemens Musikstiftung” w Monachium. W 2007 r. uzyskał nagrodę im. Ł. Rewuckiego Ministerstwa Kultury i Sztuk Ukrainy. Od 1999 r. jest członkiem komisji organizacyjnej międzynarodowego Festiwalu „Musical Premieres of the Season” w Kijowie. Od 2007 r. pełni funkcję muzycznego kierownika Teatru im. Łesi Ukrainki w Kijowie. Organizator i dyrektor muzyczny festiwalu „Music Tribune Kiev Youth” (2008).
Ołeksandr Szymko pisze utwory na zamówienie festiwalów, instytucji oraz wykonawców z Ukrainy i zagranicy. Napisał m.in. takie utwory, jak „Genesis” na orkiestrę symfoniczną (2006) dla festiwalu „Oksamytna Kurtyna II” we Lwowie, „Księga tajemnic nocy” (2005) na flet, harfę i altówkę dla festiwalu „IV Muzyki Nowej” na zamówienie trio „Taratto” (Polska, Bytom), „Hymn Samotności” do wierszy Haliny Poświatowskiej (2007) na orkiestrę kameralną na zamówienie Polskiego Instytutu w Kijowie.

## Utwory
- na orkiestrę symfoniczną: Symfonia №1 (2002-2003), Symfonia №2 (2005-2006) („Hymn życia”, „Ocean życia”, „Puls życia”), „Genesis” (2006);
- na chór i orkiestrę symfoniczną: kantata „Hymn słońcu” (2003), „Niebiańska mechanika” (2003-2004)
- koncerty: na fortepian i orkiestrę symfoniczną №1(2002), na fortepian i orkiestrę symfoniczną №2 (2007), na skrzypce i orkiestrę smyczkową (2005)
- na chór a cappella: kantata „Śpiew morza” (2006-2007)
- na orkiestrę kameralną: „Mistyczne tańce” (2004), „Sny starego lasu” (2005), „Przeistoczenie” (2005)

i inne.